# 平武齿突蟾
平武齿突蟾（学名：Scutiger pingwuensis）为锄足蟾科齿突蟾属的两栖动物，是中国的特有物种。分布于四川等地。该物种的模式产地在四川平武。